# РМБ-93
РМБ-93 (рос. Ружье Магазинное Боевое 93 года, укр. Рушниця магазинна бойова) — рушниця, розроблене Центральне конструкторсько-дослідницьке бюро спортивної та мисливської зброї (нині входить до складу «Конструкторське бюро приладобудування») в 1993 році для озброєння спеціальних підрозділів правоохоронних органів Росії.

## Опис
Конструктивно рушниця РМБ-93 помітно відрізняється від класичних магазинних рушниць (дробовиків). Магазин надствольний, на 6 патронів, заряджається через вікно в його верхній частині. Це вікно має пилозахисну шторку. Дзеркало затвора нерухомо. Для перезарядження потрібно рухати ствол вперед, викид стріляних гільз йде вниз. Замикання ствола забезпечується парою засувок, розташованих з боків дзеркала затвора і зчіпних з казенною частиною ствола.
Ударно-спусковий механізм курковий, подвійної дії, курок прихований.
Важіль запобіжника знаходиться на обох сторонах зброї, при включенні блокує спусковий механізм і систему перезарядження.
РМБ-93 має пістолетну рукоять, пластикове ложе та складаний вгору і вперед сталевий приклад.

## Варіанти
- РМТ-93 «Рись» (Ружье Магазинное Охотничье 93 року) — цивільний варіант РМБ-93. Випускається в наступних модифікаціях[посилання 2][література 1]:
  - Рись-Ф — варіант довжиною 809 мм зі стволом 680 мм зі складним вгору та вперед прикладом (як у РМБ-93).
  - Рись-О — варіант довжиною 1080 мм і стволом 680 мм з дерев'яним нескладним прикладом.
    - Рись-ОЦ — варіант довжиною 1080 мм із стволом 680 мм під патрон 12/76.

  - Рись-К — варіант зі складним вгору та вперед прикладом і укороченим до 528 мм стволом (в даному варіанті РМТ-93 аналогічно РМБ-93, але має автоблокування курка при складеному прикладі).
  - Рись-У — варіант довжиною 918 мм і стволом 528 мм з дерев'яним нескладним прикладом, що має отвір для великого пальця.
    - Рись-УЦ — варіант довжиною 924 мм зі стволом 534 мм під патрон 12/76.

  - Рись-Л — варіант довжиною 928 мм і стволом 528 мм з дерев'яним нескладним прикладом.
    - Рись-ЛЦ — варіант довжиною 934 мм зі стволом 534 мм під патрон 12/76.